# Emma Friberg
Emma Friberg, född 21 december 1992 i Lund, är en svensk handbollsmålvakt.

## Karriär
Emma Friberg började sin handbollskarriär i Kävlinge HK. Hon spelade sedan för H43, men när det laget splittrades gick hon till Eslövs IK. Vidare till KFUM Lundagård. Hon började sedan spela seniorhandboll (16 år) med H43/Lundagård 2008 i division 2. Hon var med på resan från division 2 till Elitserien som fullbordades på två år. Friberg spelade samtidigt juniorhandboll framgångsrikt och tog hem Lundaspelen och var med i flera USM till steg fem. Hon blev uttagen till Juniorlandslaget och var med och vann JVM i Dominikanska republiken 2010 och var även med 2012 och vann U-20 VM. Hon spelade två år i H43 Lundagård i elitserien men valde att byta klubb 2012 till Lugi HF, alltså året innan H43/Lundagård drog sig ur elitserien. Friberg spelade sen i Lugi i fyra säsonger och fick spela en SM-final med klubben 2013. Efter fyra år i Lugi valde hon att ta steget till Danmark och skrev kontrakt med Ringkøbing Håndbold. Två år senare bytte hon klubb i Danmark till EH Aalborg. Efter två år i Aalborg valde Emma Friberg att flytta till toppklubben Viborg HK.Efter två år med lite speltid i Viborg HK valde Friberg att spela för Skanderborg Håndbold.
Landslagsspel har varit i ungdomslagen. Emma Friberg har gjort 14 juniorlandskamper och 29 U-landskamper. Hon har inte spelat i A-landslaget.